# Los expedientes de La Lavandería
Los expedientes de La Lavandería es una serie de novelas escritas por Charles Stross y publicada por diferentes editoriales. Pertenece a los géneros de Ciencia Ficción, Horror y sátira empresarial. Basados en mitología Lovecraftiana.
«La Lavandería» es el ente gubernamental británico que se encarga de controlar y exterminar los peligros sobrenaturales. En esta realidad, la magia, es una actividad derivada de las matemáticas y la computación; haciendo que los hechizos sean teoremas y circuitos desarrollados con diferentes fines y resultados.
La serie fue nominada para el Premio Hugo a la Mejor Serie en 2019.

## El archivo de atrocidades (The Atrocity Archives 2004)
Publicación realizada por Editorial Insólita, Traducción de Blanca Rodríguez y Antonio Rivas.
Bob Howard es un geek reclutado a su pesar para trabajar en la Lavandería, una agencia ultrasecreta del gobierno británico encargada de proteger nuestro mundo de todo tipo de seres de pesadilla. Mientras sus compañeros se juegan la vida a diario enfrentándose a horrores innombrables, Bob se dedica al mantenimiento de los sistemas informáticos.
Hasta que un día consigue un ascenso.
En su nuevo puesto, además de lidiar con interminables reuniones de trabajo y montones de papeleo, Bob tendrá que tratar con nazis interdimensionales, terroristas, universos alternativos y antiguos horrores lovecraftianos para evitar el fin del mundo.

## Jennifer Morgue (The Jennifer Morgue 2006)
Publicación realizada por Editorial Insólita, Traducción de Antonio Rivas.
«Me llamo Howard, Bob Howard. Por favor, no me mates…».
Cuando un despiadado magnate del software se propone recuperar del fondo del océano un antiguo artefacto conocido con el nombre en clave de «Jennifer Morgue», Bob Howard, geek y hacker demonológico, deberá enfundarse a su pesar en un esmoquin e infiltrarse en el yate del villano antes de que la operación atraiga la ira de una antigua raza submarina.
Y todo ello sin olvidarse de guardar los recibos de los gastos para no exponerse a la peor amenaza de todas: los auditores de la Lavandería.
Charles Stross, ganador de los premios Hugo y Locus, vuelve a ofrecernos una hilarante historia de burocracia contra las fuerzas del mal que combina magistralmente el homenaje a James Bond con ecos de los mitos de Lovecraft.

## Abajo en la granja (Down on the Farm 2008)
Esta historia no está traducida oficialmente al español, escrita originalmente por Stross y adquirida y publicada en inglés por Tor.
En este cuento, Howard es enviado a «Santa Hilda», la institución de salud de «La Lavandería», porque reciben una nota de auxilio; allí Bob se da cuenta de que la nota es falsa y es un señuelo para una trampa.

## Horas extras (Overtime 2009)
La lavandería está escasa de personal para Navidad, dejando a un burócrata como todo lo que se interpone entre el mundo y la aniquilación de la cosa que baja por las chimeneas. Escrito por Stross (como «Abajo en la granja») especialmente para la temporada navideña de Tor.com.
Este cuento es finalista del Premio Hugo del 2010.

## El memorándum Fuller (The Fuller Memorandum 2010)
Esta publicación aún no está en español.
El Memorando Fuller es la tercera novela de la serie, publicada en 2010. Como en las novelas anteriores, el protagonista es Bob Howard, un agente de la agencia de inteligencia conocida como Lavandería.
La trama del libro gira en torno a un documento homónimo que describe una entidad sobrenatural, el comedor de almas. El documento y el jefe de Howard, James Angleton, desaparecen, y Howard debe localizarlos. Angleton resulta estar involucrado en una lucha con agentes dobles cultistas dentro de la organización, quienes capturan a Howard y planean atar al comedor de almas en su cuerpo para avanzar en sus objetivos. Esto falla porque el Comedor de Almas ya estaba atado al cuerpo de otro humano hace décadas por los predecesores de Lavandería; se ha «vuelto nativo», alineándose con los objetivos de Lavandería y los valores británicos. Howard usa magia para resucitar a los muertos, usándolos para vencer a los cultistas.

## El Códice Apocalipsis (The Apocalypse Codex 2012)
Esta publicación aún no está traducida al español.
El Códice Apocalipsis es la cuarta novela de la serie Lavandería, publicada en 2012. En esta novela, el protagonista Bob Howard, tiene la tarea de investigar al Televangelista estadounidense Raymond Schiller, que busca ganar influencia en Gran Bretaña. Bob descubre que Schiller predica el evangelio sirviendo a una entidad sobrenatural sumamente peligrosa y está tratando de adelantar el fin del mundo. El libro presenta nuevos aliados para Bob: Persephone Hazard, una bruja independiente y agente secreto con un pasado que lo ata al movimiento de Schiller y Peter Wilson, vicario y experto en apócrifos bíblicos, amigo de Bob y su esposa.

## Equoid (2013 novela corta)
Otro cuento corto de Stross para Tor. Bob debe viajar a la tranquila campiña inglesa para enfrentar un brote de uno de los peores horrores imaginables. Resulta que los unicornios son reales. También son asesinos voraces provenientes de más allá del espacio-tiempo...

## La gráfica Rhesus (The Rhesus Chart 2014)
Esta publicación aún no está traducida al español.
Un grupo de investigación económica de una entidad bancaria se convierte en lo que parecen ser vampiros, lo que llama la atención -casi accidentalmente- de Bob Howard. Al investigar unos homicidios relacionados con falta de sangre en el sistema y daños mágicos (recordemos que en esta realidad, la magia es una actividad derivada de las matemáticas) en los cuerpos, ubican al grupo y les tienden una trama para eliminarlos, el grupo termina convirtiéndose -in extremis- en personal de La Lavandería -sin saberlo- quedan todos en medio de una guerra entre dos vampiros antiguos, por lo que Bob y La Lavandería hacen todo lo posible para acabar con esta amenaza.
Este libro recibió un Kirkus Review

## El puntaje de aniquilación (The Annihilation Score 2015)
Esta publicación aún no está traducida al español.
La puntuación de aniquilación es la sexta entrega de la serie. El narrador esta vez no es Bob Howard es de Monique O´brien, esposa de Bob y retoma exactamente donde quedó «La gráfica Rhesus».
La gente ha comenzado a desarrollar superpoderes. Mo, como representante de La lavandería, tiene que encontrar alguna forma de manejar esta repentina aparición pública de lo paranormal. Mientras lidia con la tarea cada vez más desagradable de ser el usuario del violín-arma Eric Zahn que ella llama «Lecter».

## Las Pilas de Pesadillas (The Nightmare Stacks 2016)
Esta publicación aún no está traducida al español.
Las Pilas de Pesadillas es la séptima novela de la serie Expedientes de la Lavandería, publicada en 2016. El protagonista es Alex Schwartz, un vampiro (o PHANG en la terminología de Lavandería) que trabaja para La Lavandería, personaje presentado en La Gráfica Rhesus.
En una Tierra del universo paralelo, una especie llamada Elfos o Alfar ha evolucionado para convertirse en usuarios expertos de magia. Han visitado la Tierra en el pasado, debido a esto la gran cantidad de folklore existente. 
Una guerra civil ha dejado el mundo natal de los Elfos inhabitable y planean invadir mágicamente la Tierra y convertirla en su nuevo hogar. Para explorar, envían al «Primer Agente de Espías y Mentirosos», la primera hija del Rey de los Elfos, quien se hace cargo de la identidad humana de una estudiante llamada Cassie. 
Los elfos invaden Leeds y amenazan al corazón británico con su poderosa magia, pero están indefensos contra las armas humanas no mágicas y son derrotados. Cassie se rinde inmediatamente al ejército del Reino Unido, declara que los Elfos son refugiados que no pueden irse a casa por miedo a sus vidas, y solicita asilo bajo la Ley de Inmigración, Asilo y Nacionalidad de 2006.

## El expediente Delirio (The Delirium Brief 2017)
Esta publicación aún no está traducida al español.
El Expediente Delirio es el octavo libro de la serie Expedientes de la Lavandería, publicado en julio de 2017. Este se desarrolla aproximadamente un mes después de Las Pilas de Pesadillas. A diferencia de los libros 6 y 7, el punto de vista narrativo vuelve a Bob Howard.
Después de la invasión de los Elfos, en la que perecieron miles de personas, la existencia de Lavandería se ha convertido de conocimiento público, y la agencia enfrenta una nueva amenaza, esta vez no sobrenatural sino política; el Primer Ministro usa a La Lavandería como chivo expiatorio y la disuelve, para ser reemplazada por una alianza público-privada.
La mente maestra detrás de este plan resulta ser un viejo antagonista del Códice Apocalipsis, Raymond Schiller, que todavía quiere el fin del mundo. Personal de Lavandería en cooperación con los cultistas sobrevivientes del Memorándum Fuller, ejecutan un golpe de estado, poniendo a Gran Bretaña bajo el gobierno de Nyarlathotep, un mal menor.

## El índice Laberinto (The Labyrinth Index 2018)
Esta publicación aún no está traducida al español. 
El Índice Laberinto es el noveno libro de la serie Expedientes de la Lavandería, publicado en octubre del 2018. 
Después de los sucesos de El expediente Delirio, Mhari Murphy, Expareja de Bob Howard y PHANG (Vampiro de La gráfica Rheesus) fue ascendida a jefe del Comité Selecto de Asuntos Sanguíneos, su nuevo puesto resulta ser una pesadilla, pero, todo empeora cuando el presidente de Estados Unidos desaparece y Mhari es enviada, con un pequeño equipo, a investigar y rescatarlo, en la víspera de los intentos del nuevo gobierno de invocar a Cthulhu.